# Partecipanti al Giro del Trentino 2016
In questa voce sono riportati i corridori iscritti alla quarantesima edizione del Giro del Trentino. I ciclisti partiti da Riva del Garda sono stati 142 (8 per ogni squadra, quindi 18 squadre, con 2 squadre partenti con 7 corridori), mentre quelli giunti sul traguardo finale di Cles sono stati 84.

## Corridori per squadra
È riportato l'elenco dei corridori iscritti, il loro numero di gara e il loro risultato; sotto in legenda vengono riportati i dettagli dell'elenco.
| Team Sky                              | Team Sky                              | Team Sky                              | Gazprom-RusVelo                           | Gazprom-RusVelo                           | Gazprom-RusVelo                           | Skydive Dubai Pro Cycling Team       | Skydive Dubai Pro Cycling Team       | Skydive Dubai Pro Cycling Team       |
| ------------------------------------- | ------------------------------------- | ------------------------------------- | ----------------------------------------- | ----------------------------------------- | ----------------------------------------- | ------------------------------------ | ------------------------------------ | ------------------------------------ |
| 1                                     | Mikel Landa                           | 1º                                    | 61                                        | Aleksandr Kolobnev                        | 80º                                       | 121                                  | Francisco Mancebo                    | 71º                                  |
| 2                                     | Christian Knees                       | 65º                                   | 62                                        | Sergej Firsanov                           | 4º                                        | 122                                  | Maher Hasnaoui                       | R 4ª                                 |
| 3                                     | Philip Deignan                        | 30º                                   | 63                                        | Aleksandr Serov                           | R 4ª                                      | 123                                  | Xhuliano Kamberaj                    | R 4ª                                 |
| 4                                     | Ian Boswell                           | 22º                                   | 64                                        | Evgenij Šalunov                           | R 4ª                                      | 124                                  | Soufiane Haddi                       | R 4ª                                 |
| 5                                     | David López García                    | R 4ª                                  | 65                                        | Artëm Nyč                                 | R 4ª                                      | 125                                  | Marlen Zmorka                        | R 4ª                                 |
| 6                                     | Gianni Moscon                         | 32º                                   | 66                                        | Aleksandr Foliforov                       | 29º                                       | 126                                  | Andrea Palini                        | R 2ª                                 |
| 7                                     | Alex Peters                           | R 4ª                                  | 67                                        | Ildar Arslanov                            | 34º                                       | 127                                  | Ivan Santaromita                     | 48º                                  |
| 8                                     | Xabier Zandio                         | R 4ª                                  | 68                                        | Aleksej Rybalkin                          | 49º                                       | 128                                  | Edgar Pinto                          | 19º                                  |
| Direttore sportivo: Dario Cioni       | Direttore sportivo: Dario Cioni       | Direttore sportivo: Dario Cioni       | Direttore sportivo: Michele Devoti        | Direttore sportivo: Michele Devoti        | Direttore sportivo: Michele Devoti        | Direttore sportivo: Alberto Volpi    | Direttore sportivo: Alberto Volpi    | Direttore sportivo: Alberto Volpi    |
| AG2R La Mondiale                      | AG2R La Mondiale                      | AG2R La Mondiale                      | Nippo-Vini Fantini                        | Nippo-Vini Fantini                        | Nippo-Vini Fantini                        | D'Amico-Bottecchia                   | D'Amico-Bottecchia                   | D'Amico-Bottecchia                   |
| 11                                    | Romain Bardet                         | 6º                                    | 71                                        | Damiano Cunego                            | 60º                                       | 131                                  | Giorgio Bocchiola                    | R 4ª                                 |
| 12                                    | François Bidard                       | 75º                                   | 72                                        | Giacomo Berlato                           | R 4ª                                      | 132                                  | Paolo Ciavatta                       | R 4ª                                 |
| 13                                    | Axel Domont                           | 57º                                   | 73                                        | Alessandro Bisolti                        | 54º                                       | 133                                  | Fabio Chinello                       | R 4ª                                 |
| 14                                    | Hubert Dupont                         | 10º                                   | 74                                        | Antonio Nibali                            | 77º                                       | 134                                  | Daniel Ginés                         | R 4ª                                 |
| 15                                    | Guillaume Bonnafond                   | 62º                                   | 75                                        | Pierpaolo De Negri                        | 73º                                       | 135                                  | Luis Mora                            | R 4ª                                 |
| 16                                    | Blel Kadri                            | R 4ª                                  | 76                                        | Iuri Filosi                               | R 4ª                                      | 136                                  | Davide Leone                         | R 4ª                                 |
| 17                                    | Jean-Christophe Péraud                | 9º                                    | 77                                        | -                                         |                                           | 137                                  | Marco Tizza                          | 72º                                  |
| 18                                    | Domenico Pozzovivo                    | 7º                                    | 78                                        | Genki Yamamoto                            | R 4ª                                      | 138                                  | Fabio Tommassini                     | R 4ª                                 |
| Direttore sportivo: Didier Jannel     | Direttore sportivo: Didier Jannel     | Direttore sportivo: Didier Jannel     | Direttore sportivo: Stefano Giuliani      | Direttore sportivo: Stefano Giuliani      | Direttore sportivo: Stefano Giuliani      | Direttore sportivo: Massimo Codol    | Direttore sportivo: Massimo Codol    | Direttore sportivo: Massimo Codol    |
| Astana Pro Team                       | Astana Pro Team                       | Astana Pro Team                       | Southeast-Venezuela                       | Southeast-Venezuela                       | Southeast-Venezuela                       | Brasile                              | Brasile                              | Brasile                              |
| 21                                    | Vincenzo Nibali                       | 21º                                   | 81                                        | Julen Amezqueta                           | 35º                                       | 141                                  | Magno Nazaret                        | 52º                                  |
| 22                                    | Valerio Agnoli                        | 39º                                   | 82                                        | Matteo Busato                             | 11º                                       | 142                                  | Caio Godoy                           | 64º                                  |
| 23                                    | Eros Capecchi                         | 42º                                   | 83                                        | Samuele Conti                             | R 4ª                                      | 143                                  | Andre Gohr                           | R 4ª                                 |
| 24                                    | Jakob Fuglsang                        | 3º                                    | 84                                        | Giuseppe Fonzi                            | R 4ª                                      | 144                                  | Kléber Ramos                         | R 4ª                                 |
| 25                                    | Tanel Kangert                         | 2º                                    | 85                                        | Tomás Gil                                 | 55º                                       | 145                                  | João Gaspar                          | 38º                                  |
| 26                                    | Bakhtiyar Kozhatayev                  | 68º                                   | 86                                        | Daniel Martínez                           | 18º                                       | 146                                  | Otávio Bulgarelli                    | R 4ª                                 |
| 27                                    | Davide Malacarne                      | 23º                                   | 87                                        | Cristian Rodríguez                        | 26º                                       | 147                                  | Flávio Cardoso                       | R 4ª                                 |
| 28                                    | Michele Scarponi                      | 14º                                   | 88                                        | Mirko Trosino                             | R 4ª                                      | 148                                  | Murilo Affonso                       | 56º                                  |
| Direttore sportivo: Aleksandr Šefer   | Direttore sportivo: Aleksandr Šefer   | Direttore sportivo: Aleksandr Šefer   | Direttore sportivo: Luca Scinto           | Direttore sportivo: Luca Scinto           | Direttore sportivo: Luca Scinto           | Direttore sportivo: Estela Farah     | Direttore sportivo: Estela Farah     | Direttore sportivo: Estela Farah     |
| Italia                                | Italia                                | Italia                                | Bora-Argon 18                             | Bora-Argon 18                             | Bora-Argon 18                             | Norda-MG.K Vis                       | Norda-MG.K Vis                       | Norda-MG.K Vis                       |
| 31                                    | Mauro Finetto                         | 40º                                   | 91                                        | Cesare Benedetti                          | 53º                                       | 151                                  | Gian Marco Di Francesco              | R 4ª                                 |
| 32                                    | Luca Wackermann                       | R 4ª                                  | 92                                        | Emanuel Buchmann                          | 8º                                        | 152                                  | Nicola Gaffurini                     | 78º                                  |
| 33                                    | Edward Ravasi                         | 31º                                   | 93                                        | Bartosz Huzarski                          | 66º                                       | 153                                  | Michele Gazzara                      | 15º                                  |
| 34                                    | Matteo Fabbro                         | 59º                                   | 94                                        | Patrick Konrad                            | 5º                                        | 154                                  | Stefano Nardelli                     | 43º                                  |
| 35                                    | Andrea Marchi                         | R 4ª                                  | 95                                        | José Mendes                               | 79º                                       | 155                                  | Niccolò Salvietti                    | 82º                                  |
| 36                                    | Seid Lizde                            | R 4ª                                  | 96                                        | Gregor Mühlberger                         | 47º                                       | 156                                  | Michele Scartezzini                  | R 4ª                                 |
| 37                                    | Marco Tecchio                         | 33º                                   | 97                                        | Dominik Nerz                              | 67º                                       | 157                                  | Evgenij Zverkov                      | R 4ª                                 |
| 38                                    | Enrico Anselmi                        | 50º                                   | 98                                        | Paul Voss                                 | 58º                                       | 158                                  | Giacomo Giuliani                     | R 4ª                                 |
| Direttore sportivo: Marino Amadori    | Direttore sportivo: Marino Amadori    | Direttore sportivo: Marino Amadori    | Direttore sportivo: Enrico Poitschke      | Direttore sportivo: Enrico Poitschke      | Direttore sportivo: Enrico Poitschke      | Direttore sportivo: Maurizio Frizzo  | Direttore sportivo: Maurizio Frizzo  | Direttore sportivo: Maurizio Frizzo  |
| Androni Giocattoli-Sidermec           | Androni Giocattoli-Sidermec           | Androni Giocattoli-Sidermec           | Caja Rural-Seguros RGA                    | Caja Rural-Seguros RGA                    | Caja Rural-Seguros RGA                    | Tirol Cycling Team                   | Tirol Cycling Team                   | Tirol Cycling Team                   |
| 41                                    | Franco Pellizotti                     | 45º                                   | 101                                       | Eduard Prades                             | 25º                                       | 161                                  | Clemens Fankhauser                   | 24º                                  |
| 42                                    | Egan Bernal                           | 16º                                   | 102                                       | Hugh Carthy                               | 63º                                       | 162                                  | Benjamin Brkic                       | NP 3ª                                |
| 43                                    | Francesco Gavazzi                     | R 4ª                                  | 103                                       | Sergio Pardilla                           | 13º                                       | 163                                  | Patrick Bosman                       | R 4ª                                 |
| 44                                    | Marco Frapporti                       | 28º                                   | 104                                       | Diego Rubio Hernández                     | R 4ª                                      | 164                                  | Sebastian Schönberger                | 81º                                  |
| 45                                    | Giorgio Cecchinel                     | R 4ª                                  | 105                                       | Ángel Madrazo                             | R 4ª                                      | 165                                  | Dennis Paulus                        | R 4ª                                 |
| 46                                    | Mirko Selvaggi                        | R 4ª                                  | 106                                       | Antonio Molina                            | 44º                                       | 166                                  | Florian Schipflinger                 | R 2ª                                 |
| 47                                    | Serghei Țvetcov                       | R 4ª                                  | 107                                       | Fabricio Ferrari                          | 20º                                       | 167                                  | Martin Weiss                         | R 4ª                                 |
| 48                                    | Rodolfo Torres                        | 27º                                   | 108                                       | Miguel Ángel Benito                       | R 4ª                                      | 168                                  | Alexander Wachter                    | R 4ª                                 |
| Direttore sportivo: Giovanni Ellena   | Direttore sportivo: Giovanni Ellena   | Direttore sportivo: Giovanni Ellena   | Direttore sportivo: José Miguel Fernández | Direttore sportivo: José Miguel Fernández | Direttore sportivo: José Miguel Fernández | Direttore sportivo: Hannes Kapeller  | Direttore sportivo: Hannes Kapeller  | Direttore sportivo: Hannes Kapeller  |
| Bardiani-CSF                          | Bardiani-CSF                          | Bardiani-CSF                          | Drapac Professional Cycling               | Drapac Professional Cycling               | Drapac Professional Cycling               | Amore & Vita-Selle SMP               | Amore & Vita-Selle SMP               | Amore & Vita-Selle SMP               |
| 51                                    | Sonny Colbrelli                       | R 4ª                                  | 111                                       | Brendan Canty                             | R 4ª                                      | 171                                  | Pierpaolo Ficara                     | 51º                                  |
| 52                                    | Giulio Ciccone                        | NP 4ª                                 | 112                                       | Jens Mouris                               | R 4ª                                      | 172                                  | Danilo Celano                        | 17º                                  |
| 53                                    | Stefano Pirazzi                       | 12º                                   | 113                                       | Peter Koning                              | 84º                                       | 173                                  | Marco Zamparella                     | 74º                                  |
| 54                                    | Lorenzo Rota                          | 70º                                   | 114                                       | Gavin Mannion                             | 37º                                       | 174                                  | Redi Halilaj                         | 76º                                  |
| 55                                    | Luca Chirico                          | 36º                                   | 115                                       | Travis Meyer                              | R 4ª                                      | 175                                  | Uri Martins                          | 83º                                  |
| 56                                    | Francesco Manuel Bongiorno            | 41º                                   | 116                                       | Lachlan Norris                            | 69º                                       | 176                                  | Sergii Movchan                       | R 4ª                                 |
| 57                                    | -                                     |                                       | 117                                       | Adam Phelan                               | 61º                                       | 177                                  | Volodymyr Kohut                      | R 4ª                                 |
| 58                                    | Simone Andreetta                      | 46º                                   | 118                                       | Samuel Spokes                             | R 4ª                                      | 178                                  | Dmytro Ponomarenko                   | R 4ª                                 |
| Direttore sportivo: Roberto Reverberi | Direttore sportivo: Roberto Reverberi | Direttore sportivo: Roberto Reverberi | Direttore sportivo: Tom Southan           | Direttore sportivo: Tom Southan           | Direttore sportivo: Tom Southan           | Direttore sportivo: Francesco Frassi | Direttore sportivo: Francesco Frassi | Direttore sportivo: Francesco Frassi |

### Legenda
| Legenda      | Legenda | Legenda       | Legenda                                                  |
| ------------ | --- | ------------- | -------------------------------------------------------- |
| Dorsale      | Dorsale di partenza del ciclista | Posizione     | Posizione finale nella classifica generale               |
| Maglia viola | Indica il vincitore della classifica generale                                                                                        | Maglia verde  | Indica il vincitore della classifica dei GPM             |
| Maglia rossa | Indica il vincitore della classifica a punti                                                                                         | Maglia bianca | Indica il vincitore della classifica dei giovani         |
| NP           | Indica un ciclista che non è ripartito in una tappa la mattina                                                                       | R             | Indica un ciclista che si è ritirato in una tappa        |
| FTM          | Indica un ciclista che ha concluso una tappa fuori tempo, ossia ha impiegato più tempo rispetto a quanto stabilito dal tempo massimo | EX            | Corridore escluso per non aver rispettato il regolamento |